# Joseph Menconi
 (mai 2017).
Si vous disposez d'ouvrages ou d'articles de référence ou si vous connaissez des sites web de qualité traitant du thème abordé ici, merci de compléter l'article en donnant les références utiles à sa vérifiabilité et en les liant à la section « Notes et références ».
Joseph Menconi, dit « José Menconi », né le 7 août 1965 à Bastia (Haute-Corse), est un braqueur français, considéré comme membre du gang criminel corse de la Brise de mer et allié du Gang du Petit bar d'Ajaccio.

## Biographie

### Jeunesse
Joseph Menconi a une scolarité médiocre entre Bastia et Porto-Vecchio où sa famille tient un bar. Il habite la résidence « Fontana-Vechia ». Il devient l'ami de Jacques Mariani, fils de Francis Mariani, un des parrains de la bande de la Brise de mer. Il est très vraisemblable qu'à l'époque, il fait déjà office de tueur à gages pour le clan bastiais. Il ne s'est jamais intéressé aux luttes politiques nationalistes.

### Parcours
Joseph Menconi commence donc son parcours criminel à l'âge de 26 ans en participant au vol à main armée d'une banque à Aurillac (Cantal). Il est interpellé en flagrant délit par la police, et est condamné à 5 ans de prison. À sa sortie, en 1996, il est mis en examen avec mandat d'arrêt par le juge d'instruction du TGI d'Ajaccio pour « escroquerie en bande organisée et falsification de carte de paiement ». Il sera condamné par contumace à 5 ans de prison ferme pour cette affaire par le TGI d'Ajaccio, le 27 avril 1999. 
L'année 1997 est pour Menconi celle où il s'impose dans le milieu du grand banditisme. Le 17 avril 1997, il participe à l'attaque à main armée d'un fourgon blindé de la société Ardial à Saint-Laurent-du-Var avec un butin de 10 millions de francs à la clé. 
Puis, il est l'auteur du meurtre par balles d'un légionnaire appartenant au 2e REP, J. Parker, à la suite d'une altercation à la sortie d'une discothèque de Calvi, le 2 août 1997. Menconi reprochait au légionnaire de s'intéresser d'un peu trop près à son amie. Un gendarme fut aussi blessé en tentant de s'interposer. À la suite de cet assassinat, un mandat d'arrêt est délivré par le juge d'instruction du TGI de Bastia. Il est interpellé le 20 octobre 1997 à Paris. 
Parallèlement à cette affaire, il est mis en examen en octobre 1998 pour sa participation au braquage du fourgon blindé de Saint-Laurent-du-Var. Risquant un grand nombre d'années de prison pour ces deux affaires criminelles, Menconi prend la décision de s'évader.

### Une cavale de plusieurs années
Joseph Menconi s'évade de la prison de Borgo, près de Bastia, en compagnie d'un codétenu. Des hommes venus de l'extérieur avaient apporté de grandes échelles qui avaient permis aux deux détenus de gravir le mur pourtant haut de sept mètres. Un mandat d'arrêt est délivré contre lui par le juge du TGI de Grasse pour l'affaire du fourgon blindé de Saint-Laurent-du-Var. Il est alors parti pour une cavale de quatre ans et demi. Il est condamné par défaut à dix ans de prison par le tribunal de Bastia, pour cette évasion.
Menconi est suspecté par la police d'avoir participé, durant sa cavale, au braquage d'un fourgon blindé à Gentilly (Val-de-Marne). Ce braquage spectaculaire rapporte 42 millions de francs. De nombreux autres braquages de fourgons lui sont attribués, sur la région parisienne, le sud de la France et la région Lilloise. Pour ce braquage de Gentilly, la police, grâce aux renseignements d'un témoin, parvient à interpeller une partie du commando, quelques heures après le braquage, dans un pavillon de Paray-Vieille-Poste (Essonne). Des prélèvements ADN, pris sur des gobelets trouvés sur une table du pavillon, incrimineront Joseph Menconi et quelques-uns de ses compagnons habituels ainsi qu'un autre braqueur célèbre, Antonio Ferrara. Pour cette affaire, Menconi sera condamné, à 11 ans de prison par la cour d'assises de Paris, en première instance. En appel, il sera acquitté le 9 avril 2009 par la cour d'appel d'Évry, tout comme Ferrara.
Durant sa cavale, Menconi est également soupçonné d'être un tueur à gages à la solde du gang de la Brise de mer et d'avoir retrouvé certains de ses compagnons de braquages. La Brise de mer est en guerre contre le mouvement nationaliste Armata Corsa qui lui reproche de gangréner l'île du fait de ses activités mafieuses. Plusieurs membres d'Armata Corsa seront tués. Parmi eux, Dominique Marcelli et Jean-Christophe Marcelli qui, en dépit de l'homonymie, n'ont entre eux aucun lien de parenté. Menconi est mis en examen pour ces assassinats par le juge d'instruction du TGI de Bastia, Charles D. mais il sera acquitté par la cour d'assises de Créteil.
Joseph Menconi est repris par la police en 2003 à Rocquencourt (Yvelines) grâce à un recoupement d'indices faisant suite à l'interpellation d'Antonio Ferrara en juillet 2002. Il est alors logé par un footballeur de l'OGC Nice. Lors de cette interpellation, il est pris en possession de faux documents administratifs, ce qui lui vaudra deux ans de prison ferme.

### Deuxième évasion
Joseph Menconi s'évade pour la seconde fois en cinq ans de la prison de Borgo le 7 mars 2003 à 4h25. Il utilise une arme factice, tandis qu'un de ses complices exhibe un lance-roquettes, lui aussi factice, pour dissuader les surveillants d'intervenir (l'arme et le lance-roquettes sont laissés sur place). Aucun membre du commando ne sera clairement identifié. 
Il est arrêté par la police à la terrasse d'un café à Aubagne, après seulement, cette fois ci, 24 jours de cavale. 
Une série de jugements, mis entre parenthèses à cause de sa cavale, vont suivre. Il est condamné à douze ans de prison par le TGI de Grasse en octobre 2003 pour l'affaire du vol à main armée de Saint-Laurent-du-Var. En novembre 2003, sa condamnation initiale à dix ans pour sa première évasion est ramené à six ans par la cour d'appel de Bastia. En décembre 2003, il est condamné à cinq ans de prison par la cour d'assises de Bastia pour le meurtre du légionnaire, à Calvi. Finalement, il est condamné à cinq ans de prison par le tribunal correctionnel de Bastia le 18 décembre 2008 pour sa seconde évasion au faux lance-roquettes.
Joseph Menconi a ensuite été pendant plusieurs années un « Détenu Particulièrement Surveillé », placé à l'isolement.

## Tentative d'assassinat de Guy Orsoni
Le 29 septembre 2020, José Menconi, réputé proche de la bande du Petit Bar, est placé en garde à vue (GAV). Il est soupçonné d'avoir joué un rôle logistique dans la tentative d'assassinat de Guy Orsoni, fils d'Alain Orsoni. Alors que tout lien avec l'extérieur est interdit, José Menconi parvient à appeler sa compagne et lui aurait demandé de "faire le ménage". L'appel aurait été fait à partir du téléphone d'un policier de l'OCLCO, l'office central de lutte contre le crime organisé,.